# Цимакурідзе Кіндрат Сократович
Кіндрат Сократович Цимакурідзе (1904, село Тлухі, тепер Амбролаурський муніципалітет, Грузія — ?) — грузинський радянський державний діяч, заступник голови Ради міністрів Грузинської РСР, голова Держплану Грузинської РСР. Депутат Верховної ради Грузинської РСР 1—5-го скликань. Депутат Верховної Ради СРСР 3—4-го скликань.

## Життєпис
Народився в селянській родині. У 1920 року вступив до нелегальної комсомольської організації в Грузинській республіці, проводив нелегальну роботу серед молоді.
З 1921 по 1928 рік працював сільським вчителем у Грузинській РСР.
Потім навчався в Ленінграді та Москві. Член ВКП(б) з 1930 року.
У 1933 році закінчив Ленінградський вищий педагогічний фінансово-економічний інститут, був аспірантом інституту народного господарства.
У 1933—1937 роках — директор сільськогосподарського сектору Грузинської контори Державного банку СРСР, директор Тифліського міського управління Грузинської контори Державного банку СРСР, директор «Грузторгу».
У 1937 — березні 1947 року — народний комісар (з 1946 року — міністр) фінансів Грузинської РСР.
26 березня 1947 — 15 квітня 1953 року — заступник голови Ради міністрів Грузинської РСР і голова Державної планової комісії (Держплану) Грузинської РСР.
15 квітня — 1 жовтня 1953 року — міністр фінансів Грузинської РСР.
1 жовтня — 28 листопада 1953 року — заступник голови Ради міністрів Грузинської РСР і міністр фінансів Грузинської РСР.
28 листопада 1953 — 10 вересня 1959 року — заступник голови Ради міністрів Грузинської РСР.
Одночасно з 9 травня 1956 по 21 травня 1957 року — міністр торгівлі Грузинської РСР. 21 травня 1957 — 14 травня 1958 року — голова Державної планової комісії (Держплану) Грузинської РСР.
Потім — заступник голови Державної планової комісії (Держплану) Грузинської РСР.
15 січня 1970 — 26 березня 1980 року — голова Державного комітету цін Ради міністрів Грузинської РСР.
З березня 1980 року — персональний пенсіонер.

## Нагороди
- орден Вітчизняної війни І ст.
- два ордени Трудового Червоного Прапора (24.02.1941, 3.09.1971)
- два ордени «Знак Пошани» (2.04.1966)
- медаль «За оборону Кавказу»
- медаль «За доблесну працю у Великій Вітчизняній війні 1941—1945 рр.»
- медалі